# Iridosornis porphyrocephalus
Tangará-de-dorso-violáceo ou saíra-de-capa-azul (Iridosornis porphyrocephalus) é uma espécie de ave da família Thraupidae.
Pode ser encontrada nos seguintes países: Colômbia e Equador.
Os seus habitats naturais são: regiões subtropicais ou tropicais úmidas de alta altitude e florestas secundárias altamente degradadas.
A espécie está ameaçada por perda de habitat.